# HMS Southampton (83)
La HMS Southampton (Pennant number C83) è stata un incrociatore leggero della classe Town. Venne costruita nei cantieri della John Brown & Company a Clydebank, in Scozia e varata il 10 marzo 1936, entrando in servizio il 6 marzo 1937.

## Servizio
All'inizio della seconda guerra mondiale aveva la posizione di ammiraglia dell Secondo squadrone Incrociatori della Home Fleet. Il 5 settembre 1939, ad appena 4 giorni dall'inizio del conflitto, intercettò il mercantile tedesco Johannes Molkenbuhr al largo di Stadtlandet in Norvegia ma l'equipaggio autoaffondò la nave prima che potesse essere catturata. I marinai vennero recuperati dalla HMS Jervis, che diede anche il colpo di grazia al mercantile.
La Southampton venne successivamente danneggiata il 16 ottobre seguente mentre si trovava all'ancora al largo di Rosyth da una bomba sganciata da uno Junkers Ju 88 da soli 150 metri di altezza che colpì in pieno la nave, perforò tre ponti e lo scafo per esplodere in acqua sotto la chiglia. I danni furono riparati rapidamente e già alla fine dell'anno partecipò, insieme alla sorella Sheffield, alla caccia alle navi da battaglia tedesche Scharnhorst e Gneisenau dopo l'affondamento dell'incrociatore ausiliario Rawalpindi. In seguito servì con la Forza Humber fino al febbraio 1940, quando venne trasferita presso il 18º Squadrone Incrociatori a Scapa Flow. Il 10 aprile, mentre si trovava a sud ovest di Bergen, venne danneggiata durante un attacco aereo da schegge che resero temporaneamente inservibile la batteria principale. Dopo le riparazioni operò con compiti anti invasione presso la costa sud dell'Inghilterra fino a che non ritornò a Scapa Flow in ottobre.

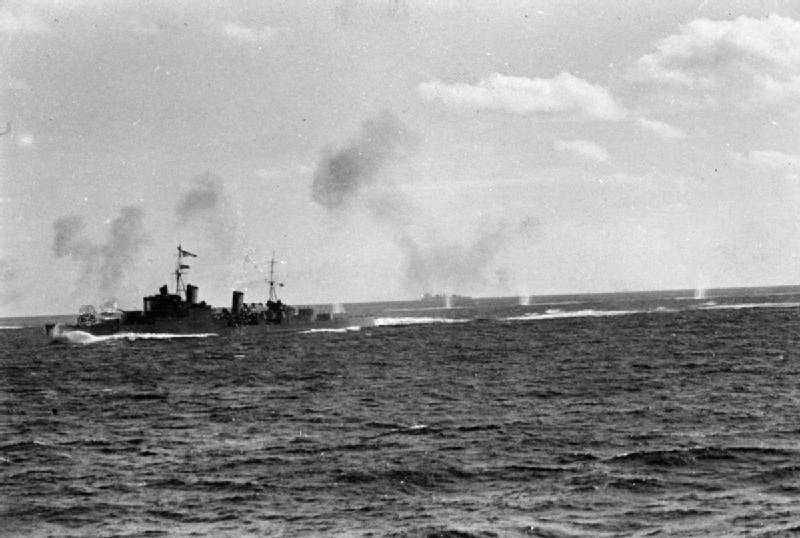
La HMS Southampton fa fuoco durante un'azione al largo della Sardegna. Si possono vedere gli spruzzi causati dai proiettili nemici poco lontano a dritta. La fotografia è scattata dalla HMS Sheffield

Il 15 novembre venne trasferita nel Mediterraneo e partecipò alla battaglia di Capo Teulada il 27 novembre. Il mese seguente venne trasferita nel Mar Rosso per scortare convogli di trasporto truppe e partecipò al bombardamento di Chisimaio in Somalia. Il 1º gennaio 1941 entrò nel Terzo Squadrone Incrociatori e partecipò alle scorte ai convogli diretti a Malta. Nel primo pomeriggio dell'11 gennaio, partecipando all'operazione Excess, che prevedeva diversi convogli contemporaneamente, la Southampton e la HMS Gloucester vennero attaccate da 12 bombardieri Stuka della Regia Aeronautica guidati dal capitano Fernando Malvezzi, la nave venne colpita da almeno due bombe e prese fuoco, la successiva esplosione squarciò la nave da prua a poppa, imprigionando numerosi membri dell'equipaggio sottocoperta. 81 morirono subito e i sopravvissuti vennero recuperati dalla Gloucester e dalla HMS Diamond. Gravemente danneggiata e senza più energia elettrica e propulsione la nave venne affondata da un siluro lanciato dalla Gloucester e da tre lanciati dalla HMS Orion.